# Drassyllus puebla
Drassyllus puebla Platnick & Shadab, 1982 è un ragno appartenente alla famiglia Gnaphosidae.

## Etimologia
Il nome proprio deriva dallo stato messicano di rinvenimento degli esemplari: Puebla.

## Caratteristiche
Fa parte del frigidus-group di questo genere: ha varie somiglianze con D. creolus; se ne distingue per i dotti mediani dell'epigino, piuttosto stretti.
L'olotipo femminile rinvenuto ha lunghezza totale è di 4,78mm; la lunghezza del cefalotorace è di 2,17mm; e la larghezza è di 1,67mm.

## Distribuzione
La specie è stata reperita nel Messico centrale: 2 miglia ad est della cittadina di Teziutlán, nello stato di Puebla.

## Tassonomia
Al 2015 non sono note sottospecie e dal 1982 non sono stati esaminati nuovi esemplari